# کملات
کملات (به انگلیسی: Camelot) دژی نامدار که به دست شاه آرتور پادشاه افسانه‌ای انگلستان ساخته‌شد. نام این دژ در سدهٔ دوازدهم میلادی در نوشته‌های عاشقانهٔ فرانسوی رهنمود و به زودی به نماد و مرکزی از جهان افسانه‌ای شاه آرتوری درآمد.